# 2-Iodbutan
2-Iodbutan ist eine chemische Verbindung aus der Gruppe der aliphatischen, gesättigten organischen Halogenkohlenwasserstoffe.

## Isomere
2-Iodbutan tritt in zwei stereoisomeren Formen, (S)-2-Iodbutan und (R)-2-Iodbutan, auf.
| Isomere von 2-Iodbutan |                       |                |
| Name                   | (S)-2-Iodbutan        | (R)-2-Iodbutan |
| Andere Namen           | (+)-2-Iodbutan        | (−)-2-Iodbutan |
| Strukturformel         | (S)-2-Iodbutan        | (R)-2-Iodbutan |
| CAS-Nummer             | 29882-56-2            | 22156-92-9     |
| CAS-Nummer             | 513-48-4 (unspez.)    |                |
| EG-Nummer              | –                     | –              |
| EG-Nummer              | 208-163-1 (unspez.)   |                |
| ECHA-Infocard          | –                     | –              |
| ECHA-Infocard          | 100.007.422 (unspez.) |                |
| PubChem                | 12475337              | 12475336       |
| PubChem                | 10559 (unspez.)       |                |
| Wikidata               | Q27236239             | Q27277859      |
| Wikidata               | Q27258588 (unspez.)   |                |

## Gewinnung und Darstellung
2-Iodbutan kann durch Reaktion von 2-Brombutan mit Iod gewonnen werden, eine weitere Möglichkeit ist die Finkelstein-Reaktion von Natriumiodid mit dem Mesylat von 2-Butanol.
Bei der Reaktion von (R)-2-Brombutan mit Natriumiodid in Aceton entsteht (S)-2-Iodbutan. Wenn als Ausgangsprodukt das Racemat von 2-Brombutan verwendet wird, dann entsteht racemisches 2-Iodbutan.
Ebenfalls möglich ist die Darstellung durch eine Additions-Reaktion von Iodwasserstoff an 1-Buten.

## Eigenschaften
2-Iodbutan ist eine leicht entzündbare, leicht flüchtige, farblose Flüssigkeit mit etherischem Geruch, die praktisch unlöslich in Wasser ist.

## Verwendung
2-Iodbutan wird als Lösungsmittel bei organischen Synthesen und als Zwischenprodukt für Pharmazeutika verwendet.

## Sicherheitshinweise
Die Dämpfe von 2-Iodbutan können mit Luft ein explosionsfähiges Gemisch (Flammpunkt 21 °C) bilden.